# José Celso Barbosa Alcalá
José Celso Barbosa (Bayamón, 27 de juliol de 1857 - San Juan, 21 de setembre de 1921) fou un metge i polític porto-riqueny, fundador del Partit Republicà de Puerto Rico, defensor de l'estatidat. Fou el primer portoriqueny a obtenir un títol de metge als Estats Units i un dels primers afroamericans.
Després del seu retorn a l'illa en 1880, Barbosa va fer moltes contribucions a la medicina i la salut pública. Va iniciar de forma primerenca una assegurança mèdica encoratjant als ocupadors a pagar una quota per cobrir les necessitats futures dels seus empleats. En 1900 Barbosa va estar entre els primers cinc líders porto-riquenys nomenats al Gabinet Executiu sota el governador Charles H. Allen, en el primer govern civil organitzat pels Estats Units. Va servir en el Consell de Ministres fins a 1917. Des de 1917 fins a 1921, Barbosa fou el primer portoriqueny electe del Senat.

## Biografia
Nascut el 1857 en la ciutat de Bayamón, els seus pares eren d'ascendència africana i europea. Va rebre la seva educació primària i secundària a Puerto Rico. Fou la primera persona birracial que va assistir al Seminari de Jesuïtes de Puerto Rico. Després de graduarse del Seminari va impartir classes particulars per estaviar i poder anar a la universitat. El 1875, va anar a Nova York per assistir a l'escola preparatoria, on va aprendre anglès en només un any.

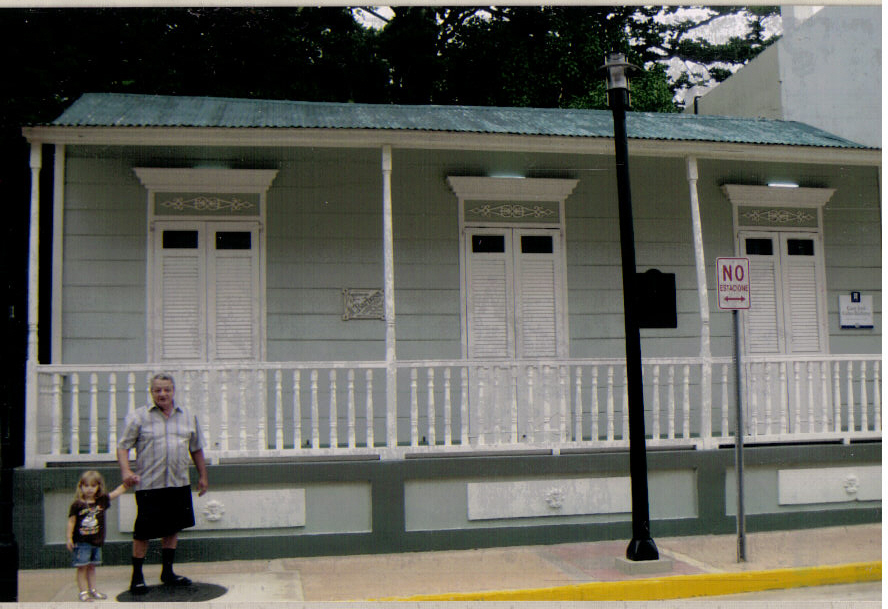
Casa de naixement i infantesa de José Celso Barbosa, a Bayamón

Al principi Barbosa volia ser advocat, però després de patir una pneumònia a la Ciutat de Nova York, el seu doctor li va recomanar que estudiés medicina. El 1877, va ser admès a l'escola mèdica de la Universitat de Michigan, on va ser graduat valedictorian del curs de 1880. Barbosa fou la primera persona de Puerto Rico en obtenir el títol de metge als Estats Units. Va retornar a Puerto Rico, on va instal·lar-se com a metge a Bayamón.
Barbosa va proporcinar cura mèdica per tot arreu de l'illa. Va introduir la idea nova que els empresaris paguessin un cost per les futures necessitats mèdiques dels seus empleats (un sistema molt primerenc d'assegurança de salut). El 1893, Barbosa va fundar la primera cooperativa porto-riquenya que va anomenar El Ahorro Colectivo.

## Carrera política
Durant el període colonial espanyol, Barbosa era un membre del Partit Autonomista dirigit per Román Baldorioty de Castro, però el va abandonar per diferències ideològiques.
El 1898, quan els Estats Units van bombardejar San Juan durant la Guerra hispano-estatunidenca, Barbosa i altres doctors, com a membres de la Creu Roja, van anar a ajudar al païs i també als soldats espanyols. Pel seu valor, Barbosa i el seu grup van ser recomanats pel govern espanyol per la Cruz de la Orden del Mérito Naval.
Arran de la guerra, els Estats Units van convertir Puerto Rico en un dels seus territoris. El 4 de juliol de 1899, Barbosa va formar el Partit Republicà de Puerto Rico, que estava a favor que l'illa es convertís en un estat federat.
El 5 de juny de 1900, el President William McKinley va anomenar Barbosa, juntament amb Rosendo Matienzo Cintrón, José de Diego, Manuel Camuñas i Andrés Crosas, membres d'un Gabinet Executiu sota el Governador Charles H. Allen, el primer governador de civil de l'illa. El Gabinet Executiu també va incloure sis membres nord-americans. Barbosa va ser membre del Gabinet Executiu fins a 1917, tractant amb els diferents governadors designats pels Estats Units a l'illa i proporcionant continuïtat dins l'administració.
Durant aquest període, el 1907 va fundar el diari El Tiempo, primer diari bilingüe publicat en l'illa.
A les eleccions representatives autoritzades del 1917, Barbosa va ser elegit membre del primer Senat de Puerto Rico, càrrec que va ocupar de 1917 a 1921.
José Celso Barbosa va morir a San Juan el 21 de setembre de 1921. Va ser enterrat al cementiri de Santa Maria Magdalena de Pazzis al barri vell de San Juan.